# Sandy (Bedfordshire)
Sandy è un paese di 10 887 abitanti della contea del Bedfordshire, in Inghilterra.